# Patrick Catteeuw
Patrick Catteeuw (26 december 1967) is een Belgisch voormalig handballer.

## Levensloop
Catteeuw was actief bij Sporting Neerpelt. In januari 2001 ging hij met onmiddellijke ingang over naar het Duitse TVA Saarbrücken, een club uit de tweede Bundesliga. Vervolgens kwam hij uit voor het Nederlandse Sittardia. In 1999 werd hij verkozen tot handballer van het jaar.